# Balmazújváros
Balmazújváros é uma cidade da Hungria, situada no condado de Hajdú-Bihar. Tem 205,44 km² de área e sua população em 2019 foi estimada em 17.109 habitantes.